# Сабадин
Сабадин (порт. Sabadim)  —  район (фрегезия) в Португалии,  входит в округ Виана-ду-Каштелу. Является составной частью муниципалитета  Аркуш-де-Валдевеш. По старому административному делению входил в провинцию Минью. Входит в экономико-статистический  субрегион Минью-Лима, который входит в Северный регион. Население составляет 543 человека на 2001 год. Занимает площадь 8,99 км².
Покровителем района считается Иисус Христос (порт. Divino Salvador). 